# Daniel arap Moi
Daniel Toroitich arap Moi (sinh ngày 2 tháng 9 năm 1924 - mất ngày 4 tháng 2 năm 2020) là một chính trị gia người Kenya, là tổng thống thứ 2 của Kenya từ 1978 đến 2002.
Người dân Kenya gọi là Nyayo, một từ trong tiếng Swahili có nghĩa là "những bước chân". Ông cam kết thực hiện theo các bước chân tổng thống đầu tiên của Kenya là Jomo Kenyatta.

## Cuộc sống ban đầu và gia nhập đời sống chính trị
Moi sinh ra tại làng Kurieng'wo, xã Sacho, huyện Baringo, tỉnh Rift Valley, và được mẹ đẻ là Kimoi Chebii nuôi nấng sau khi cha mất sớm. Sau khi hoàn thành phổ cập giáo dục trung học cơ sở, ông theo học trường Cao đẳng Sư phạm Tambach ở huyện Keiyo. Ông là giáo viên từ năm 1946 tới năm 1955.
Moi gia nhập chính trị năm 1955 khi ông được bầu làm Thành viên Hội đồng Lập pháp tỉnh Rift Valley. Năm 1960 ông cùng Ronald Ngala thành lập Liên minh dân chủ Phi Kenya (KADU) để thách thức Liên minh dân tộc Phi Kenya (KANU) do Jomo Kenyatta lãnh đạo. KADU kêu gọi cho một hiến pháp liên bang trong khi KANU lại ủng hộ cho chế độ trung ương tập quyền. Ưu thế thuộc về KANU đông đảo thành viên hơn và chính quyền Anh cuối cùng đã buộc phải gỡ bỏ tất cả các điều khoản có bản chất của một liên bang ra khỏi hiến pháp.
Năm 1957 ông tái đắc cử chức vụ Thành viên Hội đồng Lập pháp tỉnh Rift Valley. Ông trở thành Bộ trưởng Bộ Giáo dục trong Chính phủ Tiền độc lập giai đoạn 1960-1961.

## Phó Tổng thống
Sau khi Kenya giành được độc lập ngày 12 tháng 12 năm 1963, Kenyatta thuyết phục Moi rằng KADU và KANU nên hợp nhất để hoàn thành quá trình phi thực dân hóa. Vì thế Kenya trở thành quốc gia độc đảng trên thực tế (de facto), do liên minh Kĩkũyũ-Luo chi phối. Nhắm vào các vùng đất màu mỡ của Rift Valley nơi các thành viên bộ lạc Kalenjin của Moi sinh sống, Kenyatta củng cố sự ủng hộ của họ bằng cách ban đầu đề cử Moi vào chức vụ Bộ trưởng Nội vụ năm 1964, và sau đó vào chức vụ Phó Tổng thống năm 1967. Là thành viên của bộ lạc thiểu số, Moi là thỏa hiệp chấp nhận được đối với các bộ lạc lớn. Moi được bầu vào Nghị viện Kenya năm 1963 tại Baringo Bắc. Kể từ năm 1966 cho tới khi nghỉ hưu năm 2002 ông là Nghị sĩ của Baringo Trung.
Tuy nhiên, Moi phải đối mặt với sự chống lại từ giới thượng lưu Kikuyu, được biết đến như là Mafia Kiambu, những người muốn một người nào đó từ nhóm của họ được chọn làm tổng thống. Điều này dẫn đến một cố gắng của nhóm soạn thảo hiến pháp nhằm thay đổi hiến pháp để ngăn chặn phó tổng thống tự động lên nắm quyền khi tổng thống chết. Sự có mặt của cơ chế kế vị này có thể dẫn tới sự bất ổn chính trị nguy hiểm khi biết rằng Kenyatta với tuổi tác đã cao và bệnh tật kinh niên của ông này. Tuy nhiên, Kenyatta đã đứng vững trước áp lực chính trị và bảo vệ cho vị trí của Moi.

## Tổng thống
Vì thế khi Kenyatta chết ngày 22 tháng 8 năm 1978, Moi trở thành tổng thống và tuyên bố nhận chức. Ông nổi tiếng với sự ủng hộ lan rộng trên khắp đất nước. Ông đi kinh lý khắp đất nước và gặp gỡ người dân ở mọi nơi, tạo ra sự tương phản lớn với kiểu điều hành hoàng gia phía sau các cánh cổng khép kín của Kenyatta. Tuy nhiên, các thực tế chính trị bức chế ông phải tiếp tục trung thành với hệ thống của Kenyatta mà ông được thừa hưởng nguyên vẹn, và ông còn quá yếu để củng cố sức mạnh của mình. Từ ban đầu, chống cộng sản là một chủ đề quan trọng của chính quyền Moi; thay mặt cho vị Tổng thống mới, Phó Tổng thống Mwai Kibaki tuyên bố thẳng thừng, "Không có đất cho những người Cộng sản tại Kenya."
Ngày 1 tháng 8 năm 1982, định mệnh đã mỉm cười với Moi khi các lực lượng trung thành với chính quyền của ông đập tan một mưu đồ đảo chính của các sĩ quan không quân do Hezekiah Ochuka cầm đầu (xem đảo chính Kenya 1982). Tới ngày này dường như ý đồ do hai nhóm độc lập nhằm chiếm quyền lực cũng đã thất bại, với một nhóm thực hiện ý đồ của mình hơi sớm hơn nhóm kia một chút.
Moi chiếm lấy cơ hội để giải tán các đối thủ chính trị và củng cố quyền lực của mình. Ông giảm bớt ảnh hưởng của những người của Kenyatta trong nội các thông qua một cuộc thẩm vấn kéo dài tạo ra kết quả là sự nhận diện các thành viên chủ chốt của Kenyatta như là những kẻ làm phản. Moi tha tội cho họ trước khi xác lập tình trạng làm phản của họ trước công chúng. Những kẻ chủ mưu chính của vụ đảo chính, bao gồm Ochuka, bị tử hình, tạo ra những vụ tử hình cuối cùng tại Kenya. Ông chỉ định những người ủng hộ vào các vị trí quan trọng và thay đổi hiến pháp để thành lập một nhà nước độc đảng theo luật định (de jure).
Giới học giả và trí thức Kenya không chấp nhận điều này và các trường đại học cùng cao đẳng trở thành nguồn gốc của các phong trào theo đuổi các cải cách dân chủ. Tuy nhiên, cảnh sát chìm Kenya đã xâm nhập vào các nhóm này và nhiều thành viên phải lưu vong. Chủ nghĩa Marx không còn được giảng dạy tại các trường đại học ở Kenya. Các phong trào bí mật như Mwakenya và Pambana, đã ra đời.
Chế độ Moi bây giờ phải đối mặt với sự kết thúc Chiến tranh Lạnh, và một nền kinh tế trì trệ do giá dầu tăng và giá sản phẩm nông nghiệp giảm. Cùng thời gian đó phương Tây không còn đối xử với Kenya như trước kia nữa, khi thế giới này nhìn nhận Kenya như là tiền đồn khu vực chiến lược chống lại ảnh hưởng của chủ nghĩa cộng sản từ Ethiopia và Tanzania. Vào thời gian đó Kenya nhận được nhiều viện trợ nước ngoài, và nước này được chấp nhận như là được điều hành tốt với Moi như là vị thủ lĩnh hợp pháp và kiên định trong công vụ. Trấn áp chính trị ngày càng tăng, bao gồm cả việc sử dụng tra tấn, tại các phòng tra tấn trong tòa nhà Nyayo bỉ ổi đã được chủ ý bỏ qua. Một số chứng cứ về các phòng tra tấn này sau này đã bị lộ ra vào năm 2003 sau khi Mwai Kibaki trở thành tổng thống.
Tuy nhiên, một lối suy nghĩ mới đã nổi lên sau khi kết thúc chiến tranh Lạnh, và do Moi ngày càng bị coi là một kẻ chuyên quyền, các khoản viện trợ bị giữ lại cho tới khi có sự tuân thủ các cải cách kinh tế và chính trị. Một trong những điều kiện then chốt áp đặt cho chính quyền của ông, đặc biệt là từ phía Hoa Kỳ thông qua vị đại sứ nóng nảy Smith Hempstone, là sự phục hồi chế độ đa đảng. Moi đã xoay xở để đạt được điều này chống lại lực lượng đối lập mãnh liệt, bằng việc một mình thuyết phục các đoàn đại biểu tại đại hội của KANU ở Kasarani vào tháng 12 năm 1991.
Moi thắng cử năm 1992 và 1997, những cuộc bầu cử tai tiếng bởi các vụ ám sát chính trị ở cả hai phía. Moi khéo léo khai thác các căng thẳng sắc tộc ở Kenya trong các vụ tranh giành này, với sự lo ngại về việc các bộ lạc nhỏ sẽ bị các bộ lạc lớn thống lĩnh. Không có sự đối lập có hiệu quả và có tổ chức nên Moi dễ dàng thắng cử. Mặc dù có nghi ngờ rằng gian lận bầu cử có thể diễn ra, nhưng yếu tố then chốt trong chiến thắng của ông trong cả hai cuộc bầu cử là sự đối lập bị chia rẽ.

## Cuộc sống cá nhân
Daniel arap Moi kết hôn với Lena Moi (tên khai sinh Helena Bommet) vào năm 1950, nhưng sau đó vào năm 1974, hai người ly hôn, trước khi ông trở thành tổng thống. Vì thế Mama Ngina - vợ của Jomo Kenyatta, vẫn được thừa nhận là Đệ nhất Phu nhân. Lena chết năm 2004. Daniel arap Moi có tám con, năm bé trai và ba bé gái. Trong số các con có Gideon Moi (một cựu nghị sĩ), Jonathan Toroitich (một cựu vận động viên đua xe việt dã) và Philip Moi (một sĩ quan nghỉ hưu). Thành tích tốt nhất của Jonathan Toroitich tại Giải vô địch thế giới đua xe hiện đã là vị trí thứ 5 trên đường đua Safari năm 1997 với xe Toyota Celica ST185. Anh trai duy nhất của anh ta là William Tuitoek chết năm 1995 .